# 3-й Парковый мост
3-й Па́рковый мост — пешеходный металлический балочный мост через реку Чухонку в Санкт-Петербурге, располагающийся севернее 2-го Паркового моста.

## Расположение
Расположен в створе Крестовского проспекта.
Ближайшая станция метрополитена — «Крестовский остров». 

## Название
Название известно с 1950-х годов и связано с тем, что мост находится в Приморском парке Победы.

## История

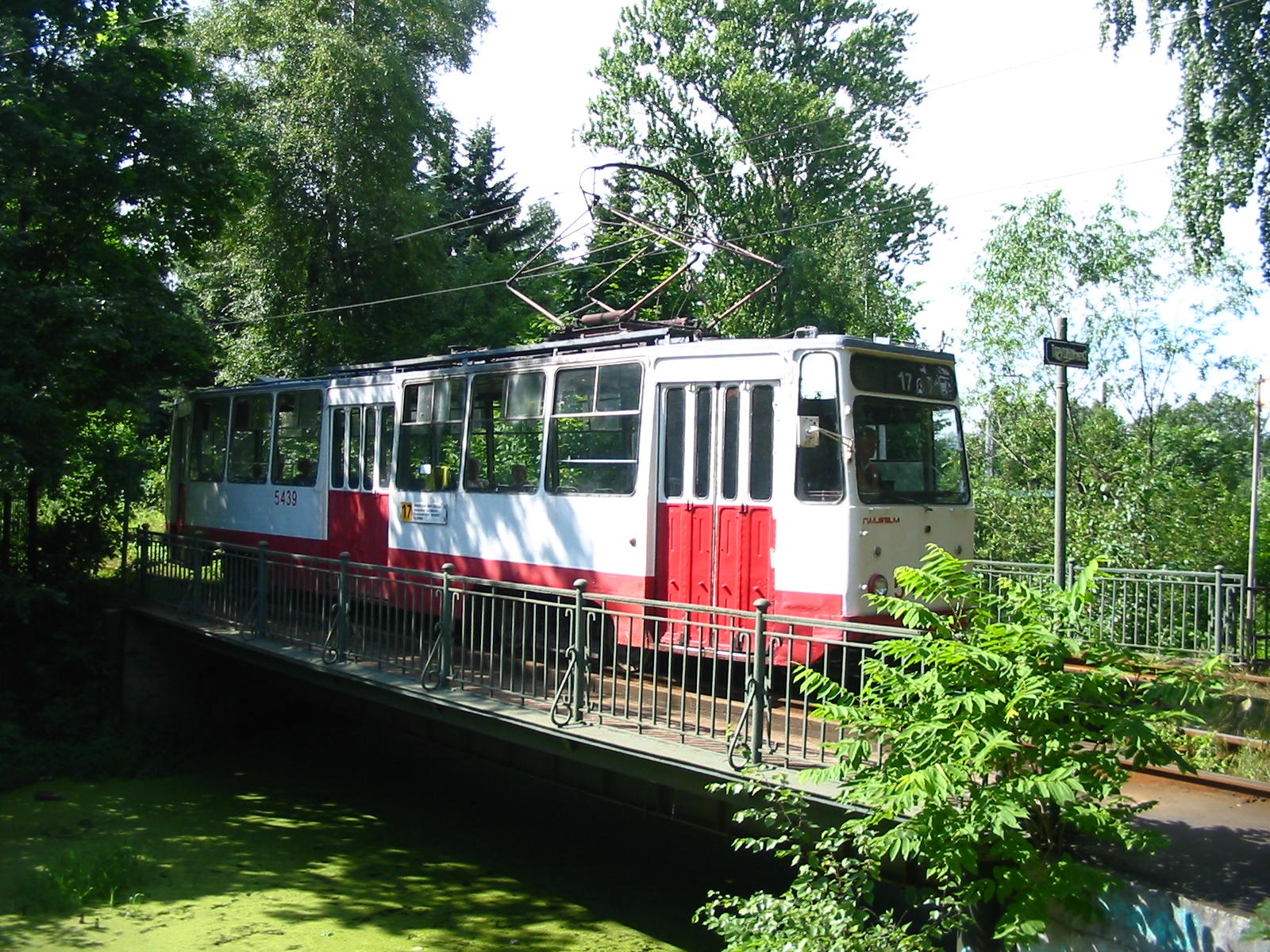
Трамвай на мосту в 2005 году, за 2 года до закрытия линии

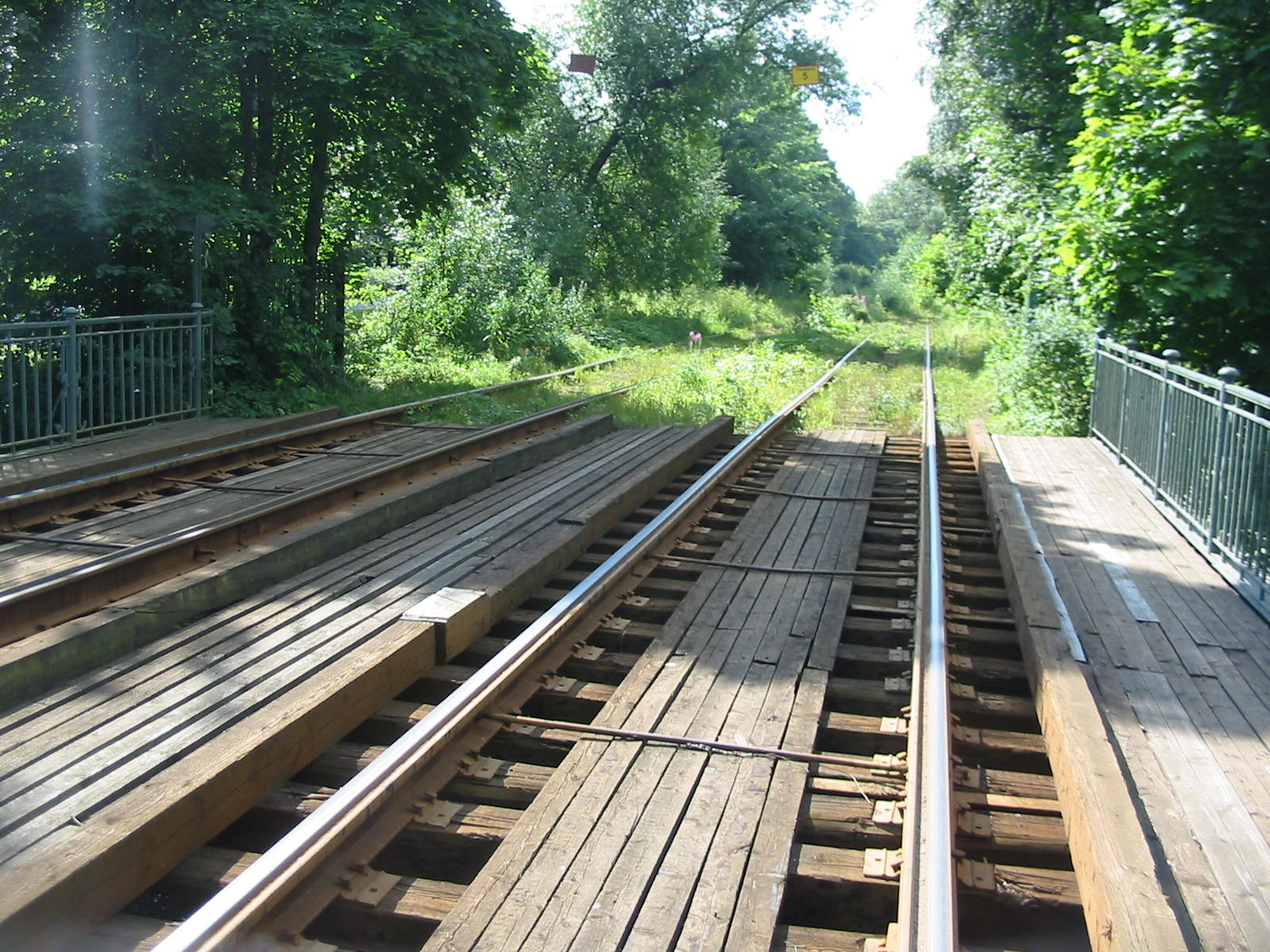
Трамвайные пути на мосту, вид в западном направлении (2005)

Мост был возведён в 1949 году в составе строительства трамвайной линии на Крестовском острове по проекту инженера А. Д. Гутцайта. Строительство осуществила 2-я строительная контора треста «Ленмостострой» под руководством главного инженера О. С. Чарноцкого. Это был однопролётный металлический балочный мост. Пролётное строение состояло из 4 двутавровых клёпаных балок высотой 0,8 м. Опоры были выполнены из трубчатых свай, заполненных бетоном. Общая длина моста составляла 13,9 м, ширина — 8,7 м. Мост был предназначен для движения трамваев. Верхнее строение было деревянным, состояло из брусчатых поперечин и дощатого настила. Перильное ограждение было металлическое, простого рисунка.
В 2007 году трамвайное движение было прекращено. В 2010 году были демонтированы перила и деревянные элементы проезжей части с сохранением самого пролёта. В дальнейшем мост планировалось приспособить под пешеходно-велосипедный — на месте трамвайных рельсов устроили пешеходно-велосипедную дорожку. Работы долгое время не могли начаться, поскольку инициативу по реконструкции переправы изъявил генподрядчик стадиона на Крестовском острове. В итоге работы прошли в течение весны и лета 2016 года.

## Конструкция
Мост однопролётный железобетонный балочный. Пролётное строение состоит из металлических двутавровых балок постоянной высоты. Устои из монолитного железобетона на свайном основании. Общая длина моста составляет 13,9 м, ширина моста — 8,7 м.
Мост предназначен для движения пешеходов и велосипедистов. Покрытие прохожей части — асфальтобетон. Перильное ограждение металлическое, простого рисунка, безтумбовое.